# پایانه مسافربری

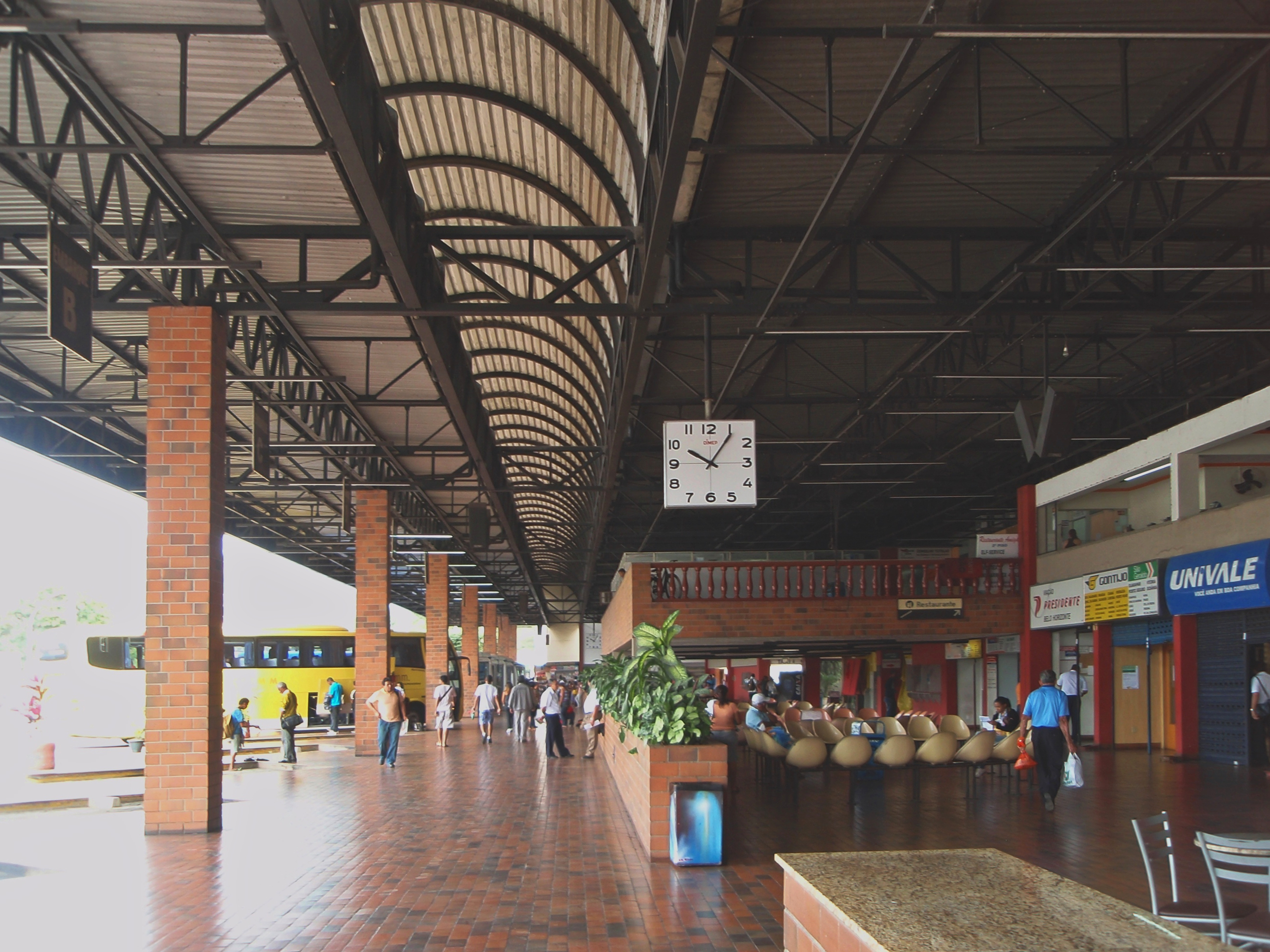
پایانه مسافربری - برزیل

پایانه مسافربری که با عنوان ترمینال مسافربری هم شناخته می‌شود فضایی برای سوار و پیاده کردن مسافران اتوبوس‌های شهری و بین شهری است که غالباً به شکل یک ساختمان بزرگ همراه با امکانات رفاهی طراحی می‌شود. شرکت‌های مسافربری دارای دفاتر فروش بلیت در پایانه‌ها هستند و مسافران از طریق سکوهای مشخص سوار یا پیاده می‌شوند.درحال حاضرپرترددترین پایانه مسافربری کشور پایانه مشهد می باشد

## امکانات
- دفاتر نمایندگی فروش بلیت
- سکوهای سوار و پیاده شدن
- سالن‌های انتظار
- مسافرخانه و هتل
- سالن‌های غذاخوری و کافی شاپ
- غرفه‌های فروش اجناس و خوراکی ها

## ایران
بسیاری از شهرهای ایران دارای پایانه‌های مسافربری بین شهری هستند که مسافران را با اتوبوس بین شهرهای مختلف کشور جابجا می‌کنند. علاوه بر اتوبوس، معمولاً برای مسیرهای درون استانی و شهرهای نزدیک، سرویس مینی‌بوس و سواری هم وجود دارد. 

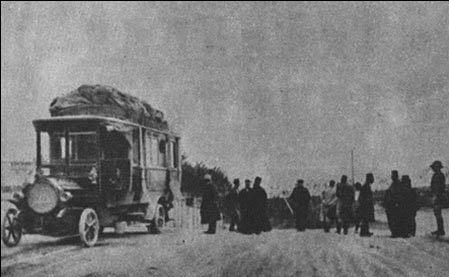
اولین اتوبوس ایران در شهر رشت

اولین اتوبوس در ایران توسط یک تاجر بلژیکی در شهر رشت به کار گرفته شد، اما به مرور زمان و با توجه به میزان کرایه، سودآوری و زیر ساخت‌های حمل و نقل توجیه اقتصادی آن رد شد و به همین دلیل اتوبوس به کار گرفته شده به یکی از تجار ایرانی به نام (معین التجار) فروخته شد.
او نیز پس از انقلاب مشروطه اتوبوس خود را به تهران آورد و با کرایه هر نفر ۳ شاهی مشغول به فعالیت شد که به مرور زمان تقاضا برای استفاده از این خودرو بیشتر از قبل شد و پس از چند سال با ورود چند اتوبوس توسط تجار مختلف به شهر رونق زیادی در جابه جایی مسافر شکل گرفت. 
اما اغلب اتوبوس‌های شاغل با توجه به مسافت طی شده از اروپا تا مقصد به‌کارگیری در ایران، بعد مسافت و زمان حمل، مستهلک بودند و هزینه حمل و نقل بالایی را طلب می‌کردند که در نهایت باعث پایه‌گذاری صنعت اتومبیل‌سازی در ایران شد.
براین اساس اولین اتوبوس‌های مونتاژ شده در سال ۱۲۹۰ شمسی وارد تهران شدند که حدود ۵ درصد جابه جایی مسافران آن زمان توسط ۵۰۰ دستگاه اتوبوس انجام می گرفت.
برخی از ترمینالهای پر تردد ایران عبارتند از:
- پایانه غرب تهران
- پایانه جنوب تهران
- پایانه شرق تهران
- پایانه آرژانتین تهران
- پایانه پونک تهران
- پایانه سیاحت اهواز
- پایانه کاوه اصفهان
- پایانه صفه اصفهان
- پایانه مسافربری تبریز
- پایانه کلانتری کرج
- پایانه مسافربری امام رضا(ع)مشهد